# Turac crestablanc
El turac crestablanc (Tauraco leucolophus) és una espècie d'ocell de la família dels musofàgids (Musophagidae) que habita zones amb arbres d'Àfrica central, és de l'est de Nigèria, cap a l'est, a través de Camerun, República Centreafricana, i Sudan del Sud, fins al nord d'Uganda i el nord-oest de Kenya.